# Мидтскоген, Ингвильд Сюннёве
Ингвильд Сюннёве Мидтскоген (норв. Ingvild Synnøve Midtskogen; род. 21 декабря 2007, Берум) — норвежская прыгунья с трамплина, чемпионка мира 2025 года в командном соревновании.

## Спортивная карьера
3 декабря 2022 года Мидтскоген в возрасте всего 14 лет впервые стартовала на этапе Кубка мира в Лиллехаммере, но не смогла набрать ни одного очка.
В 2022 и 2023 годах принимала участие в Континентальном кубке, где неоднократно становилась победителем и призёром.
В 2024 году приняла участие в зимних Юношеских Олимпийских играх. Стала бронзовым призёром в индивидуальных прыжках с нормального трамплина и серебряным призёром смешанного командного турнира.
На чемпионате мира 2025 года в Тронхейме в командных соревнованиях в составе сборной Норвегии стала чемпионкой мира. В индивидуальных прыжках с нормального трамплина была 16-й.

### Чемпионат мира
- 1 медаль (1 золото)

| Год                                   | Возраст | NH     |
| ------------------------------------- | ------- | ------ |
| Тронхейм 2025, командные соревнования | 17      | Золото |